# Емануел Бов
Емануел Бов (фр. Emmanuel Bove; Париз, 20. април 1898 — Париз, 13. јул 1945, Париз) био је француски писац, који је такође објављивао под псеудонимима Pierre Dugast и Jean Vallois.

## Живот и каријера
Еманул Бов је рођен као Емануел Бобовников 20. априла 1898. године у Паризу од оца Јевреја који је емигрирао из Украјине и мајке Луксембуржанке. Студирао је на Ecole alsacienne и у Лицеју Calvin у Женеви. Са 14 година одлучио је да постане романописац. Године 1915. послат је у интернат у Енглеској, где је и завршио образовање. Вративши се у Париз 1916. године, нашао се у несигурној ситуацији.
Кратко лежи у затвору због сумњивог презимена и беспосличарења, а потом бива послат у војску пред крај рата 1918. године.
Године 1921. оженио се са Suzanne Vallois и преселио у предграђе Беча. Тамо је започео своју списатељску каријеру, објављујући бројне популарне романе под псеудонимом Jean Vallois. У Париз се вратио 1922. године и радио као новинар. Његов рад привукао је пажњу Колет, која му је помогла да објави свој први роман под својим именом Mes amis (Моји пријатељи) 1924. године. Роман је постигао успех и Бов је објављивао све до Другог светског рата, освајивши награду Figuière 1928.
Подстакнут успехом књиге Моји пријатељи, Бов у току 1927. и 1928. објављује девет наслова, међу којима и породични роман Савез.
Међу тридесетак наслова који ће уследити, издвајају се Дневник писан у зиму (1931), Посинак (1934), Предосећај (1935).
1940. године је мобилисан као радник и надао се да ће моћи да побегне у Лондон. Током окупације није могао да објављује. Успео је да побегне у Алжир 1942. године где ће написати нови циклус романа посвећен окупацији као и своја три последња романа: le Piège, Départ dans la nuit и Non-lieu.
Вратио се у Париз лошег здравља због болести које је задобио током алжирског изгнанства. Преминуо је у Паризу 13. јула 1945. од кахексије и затајења срца.

## Објављени радови
- Mes amis, роман 1924.
- Le Crime d'une nuit, новела, 1926.
- Armand, роман 1927
- Bécon-les-Bruyères, роман, 1927.
- La Coalition, роман 1927.
- La Mort de Dinah, роман, 1928.
- Coeurs et Visages, роман, 1928.
- L'Amour de Pierre Neuhart, роман 1928.
- Une illusion, новела, 1928/1929.
- Monsieur Thorpe (Les deux masques), 1930.
- Journal – écrit en hiver, роман, 1931.
- Un Raskolnikoff, новела, 1932.
- Ун целибатаире, роман, 1932.
- Le Meurtre de Suzy Pommier, криминалистички роман, 1933.
- Le Beau-fils, 1934.
- Le Pressentiment, 1935. (адаптиран у филм Предговор 2006)
- Adieu Fombonne, роман 1937.
- La Dernière Nuit, роман, 1939.
- Le Piège, роман, 1945.
- Départ dans la nuit, роман, 1945.
- Non-lieu, роман, 1946.
- Mémoires d'un homme singulier, 1987.

## Дела доступна на енглеском језику
- My Friends. 1986. ISBN 0856356433. превод. Janet Louth; Manchester: Carcanet.
- Арманд. 1987. ISBN 0856356395., превод. Janet Louth; Manchester ; New York, NY : Carcanet.
- Winter's Journal. 1998. ISBN 0810160463., превод. Nathalie Favre-Gilly; Evanston, Ill. : Marlboro Press/Northwestern.
- The Murder of Suzy Pommier, превод. Warre B. Wells. Boston : Little, Brown, 1934.
- The Stepson. 1991. ISBN 1568970048., превод. Nathalie Favre-Gilly; Marlboro, Vt. :  Marlboro Press.
- Quicksand. 1993. ISBN 0910395691., превод. Dominic Di Bernardi; Marlboro, Vt. : Marlboro Press.
- Night Departure; No Place. 1995. ISBN 0941423913., превод. Carol Volk; New York : Four Walls Eight Windows.
- A Singular Man. 1993. ISBN 0910395942., превод. Dominic Di Bernardi; Marlobor, Vt. : Marlboro Press.
- A Raskolnikoff. 2015. ISBN 9780873761086., превод. Mitchell Abidor; Red Dus.
- Henri Duchemin and His Shadows. 2015. ISBN 9781590178324., превод. Alyson Waters; New York Review of Books Classics.

## Дела доступна на српском језику
- Моји пријатељи, превод. Бојан Савић Остојић, Службени гласник, 2020.[3]